# Julio Rodríguez Villanueva
Julio Rodríguez Villanueva (Villamayor, Piloña, 27 de abril de 1928-Salamanca, 21 de noviembre de 2017) fue un investigador universitario y científico español especializado en Bioquímica, Microbiología y Biología molecular. Catedrático de Microbiología.

## Vida académica
Licenciado en Farmacia por la Universidad Complutense de Madrid, obteniendo el Premio Extraordinario de Licenciatura en el año 1952. Se doctoró en Farmacia, con Premio Extraordinario, por la Universidad Complutense de Madrid (1955), con el estímulo y la orientación de José María Albareda. Posteriormente, se marchó a la Universidad de Cambridge donde se doctoró en Bioquímica (1959), ese mismo año, promovió el Centro de Investigaciones Biológicas del CSIC. Posteriormente obtuvo por oposición la plaza de catedrático de Microbiología en la Universidad de Salamanca.
Asi mismo ocupó diversos puestos relacionados con la investigación y desarrolló una activa labor de formación de científicos españoles en estos campos.
- Profesor de investigación del Consejo Superior de Investigaciones Científicas (CSIC);
- Director del Departamento de Microbiología en la Facultad de Ciencias de la Universidad de Salamanca (1967-1987);
- Director del Departamento de Microbiología, Genética, Medicina Preventiva y Salud Pública de la Universidad de Salamanca (1987-1993);
- Director del Centro Mixto Instituto de Microbiología — Bioquímica, del CSIC y de la Universidad de Salamanca.[5]

Desarrolló otros puestos en el ámbito universitario:
- Rector de la Universidad de Salamanca[1] (1972-1979)[3][6][7]
- Primer Presidente de la Confederación de Rectores de Universidades del Estado[3] (CRUE), (1978-1979)
- Presidente de la Sociedad Española de Bioquímica (1968-1972)
- Presidente de la Federación Europea de Sociedades de Bioquímica (1968-1972)[3]
- Presidente del Comité Asesor del Centro Europeo de Educación Superior de la Unesco (1974-1982); delegado español en el Consejo Científico de la OCDE (París) entre 1980 y 1982
- Miembro del Comité Permanente de la Conferencia de Rectores de Universidades Europeas (1974-1979)
- Consejero del CSIC (1969)
- Socio de Honor de la Sociedad Española de Bioquímica y Biología Molecular (1998)

Fue miembro de diversas academias e instituciones científicas:
- Director de la Real Academia Nacional de Farmacia (1998-2001)[3]
- Miembro Correspondiente Nacional de la Real Academia de Ciencias Exactas, Físicas y Naturales (1974)[8]
- Miembro de la Real Academia de Medicina de Salamanca (1983)
- Miembro de la  Real Academia de Farmacia (1986)
- Miembro de la  Real Academia de Doctores (1997)
- Académico de Honor de la Academia Iberoamericana de Farmacia
- Miembro de la Real Academia de Cataluña.
- Miembro del Comité Asesor Internacional del Instituto Nacional de Biodiversidad (INBio), Costa Rica, 1998
- Presidente del Patronato de la Fundación Jiménez Díaz[1]
- Vicepresidente honorífico del Consejo Científico de la Fundación Ramón Areces;[1]
- Miembro del Consejo Rector del Instituto de Salud Carlos III

Fue jurado del Premio Príncipe de Asturias de Investigación Científica y Técnica, desde 1996 y de otros numerosos premios científicos y culturales; etc.
Fue autor de más de 300 trabajos científicos publicados en revistas nacionales e internacionales y se le considera el padre de la moderna Microbiología Su investigación ha creado escuela, a través de los mejores discípulos, que él seleccionó, respetando sus ideas y animando a cada uno a alcanzar metas más altas. Su grupo de investigación, en el que trabajó su mujer, Isabel García Acha, fue pionero en desarrollar estudios de microorganismos eucarióticos, abordando la pared celular de hongos y levaduras, que se había de revelar como una estructura esencial para la patogenicidad de esos microbios.

## Obras
- La célula viva. Selecciones de Scientific American. Editorial Blume, 1970.
- Membranes: structure and function. Volumen 20 de FEBS symposium, Proceedings of the sixth meeting (Federation of European Biochemical Societies) (coautor junto a F. Ponz). Academic Press, 1970. ISBN 0127221506
- Microbios en acción: manual de laboratorio para microbiología. (coautor junto a Harry W. Seeley, Paul J. Van Demark) Editorial Blume, 1973. ISBN 8472140512
- Yeast, mould and plant protoplasts: proceedings. Salamanca. Academic Press, 1973. ISBN 0127221603
- Síntesis del DNA. (coautor junto a Arthur Kornberg y Claudio Fernández Heredia) Editorial Blume, 1978. ISBN 8472141209
- Universidad, investigación y sociedad: puntos de vista de un universitario. Edic. Universidad de Salamanca, 1980. ISBN 8474811015
- El proyecto de ley de autonomía universitaria y sus consecuencias. Universidad de Salamanca, 1981. ISBN 8474811449
- Elementos de microbiología. (coautor junto a Michael J. Pelczar y E. C. S. CHAN). McGraw-Hill, 1984. ISBN 9684515405
- Perspectivas universitarias y científicas: puntos de vista de un universitario. Fundación Ramón Areces, 1985. ISBN 8474813387
- El cáncer. Scientific American (coautor junto a Eugenio Santos). Prensa Científica, 1986. ISBN 8475930115

## Premios y distinciones
Estaba en posesión de varios premios y reconocimientos, fundamentalmente por su trabajo como investigador:
- Premio Extraordinario de Licenciatura (Facultad de Farmacia; Universidad Complutense de Madrid, 1952)
- Premio Extraordinario de Doctorado (Facultad de Farmacia; Universidad Complutense de Madrid, 1955)
- Gran Cruz de la Orden de Alfonso X El Sabio (1964)[10]
- Premio Nacional de Ciencias del CSIC (1974)
- Doctor honoris causa por la  Universidad de Oviedo 1981[11]
- Medalla de Honor al Fomento de la Invención (Fundación García Cabrerizo, 1983)
- Premio Castilla y León de Investigación Científica y Técnica (1985)
- Premio de Investigación Rey Jaime I de la Generalidad Valenciana (1990)[12]
- Medalla de Oro de la Universidad de Salamanca
- Doctor Honoris Causa por la Universidad Nacional Mayor de San Marcos
- Doctor honoris causa por la  Universidad de Leon 2005[13]
- El colegio de educación primaria de Villamayor (Piloña - Asturias), su localidad natal, lleva su nombre desde 1994.[14]